# Stefano Arcellazzi
Stefano Arcellazzi (Canzo, 1768 – 27 aprile 1835) è stato un giurista e magistrato italiano, ricordato anche come studioso, filantropo e teorico dell'equitazione.

## Biografia
Nacque a Canzo in Brianza nell'anno 1768 da "genitori di onesta fortuna" secondo quanto riporta Cesare Cantù. Laureatosi in legge divenne giudice a Lecco e a Modena sotto il Regno d'Italia, quindi a Casalmaggiore  e concluse la sua carriera di magistrato come consigliere pretore in Varese sotto il governo austriaco,.
Durante il decennio napoleonico svolse anche l'attività di notaio a Canzo, l'archivio degli atti di questa sua attività è conservato presso l'Archivio di Stato di Como.
È ricordato come giurista e studioso per la pubblicazione dei suoi Commenti al codice penale austriaco che diedero molti chiarimenti su questa difficile materia coadiuvato dal collega ed amico avv. Antonio Gaudiosi. Questo trattato è ancor oggi utilizzato per
studiare il funzionamento della giustizia austriaca del tempo e comprendere il ruolo del giudice e dell'avvocato al tempo
Fra le sue opere si ricorda la raccolta di lettere, da lui dedicate al suo figlio Celestino, scritte con intento pedagogico moralista, a prefiggere una norma di comportamento nelle diverse vicende della vita sociale, ma che coprono vari argomenti spaziando da annotazioni sul gioco a soggetti di interesse locale come le epistole su Canzo, le miniere d'Idria, Fiumelatte, il caffè di Desio, la cerimonia dell'Intierro e pubblicate nel 1817 e giudicate da un commentatore del tempo come "fatte per andar con profitto e con gradimento nelle mani di ognuno, e specialmente de'giovanetti a cui son destinate, e concordiamo coll'editore ove dice, non sapere se altra operetta di simil genere possa ottenere il difficile intento d'istruire e dilettare con egual buon successo". 
Abile in più di un'arte cavalleresca, scrisse un saggio al tempo molto noto sull'arte di educare ed ammaestrare i cavalliin cui definiva "La Cavallerizza, ossia Maneggio" come "l'arte di ammaestrare l'uomo ad ammaestrare i cavalli ad uso di cavalcare, ed a servirsi degli ammaestrati".
Mori' nell'aprile del 1835 a causa della gangrena conseguente a un'ulcera della gamba.

### Opere
- Lettere di Stefano Arcellazzi a suo figlio Celestino, 208 pp, Milano, Carlo Dova, 1817
- Osservazioni teoretiche di Stefano Arcellazzi al codice penale universale austriaco. Parte prima. Sezione prima. Dei delitti e delle pene, coll'applicazione delle leggi romane ed indicazione delle notificazioni e delle circolari al medesimo relative., Casalmaggiore, Pe' Fratelli Bizzarri, 1822, Codice SBN MILE005633 testo digitalizzato online
- Lezioni di cavallerizza dedicate all'ombra del conte Gaetano Battaglia., 201 pp., Modena, per G. Vincenzi e c., 1813